# Johann Carl Weck

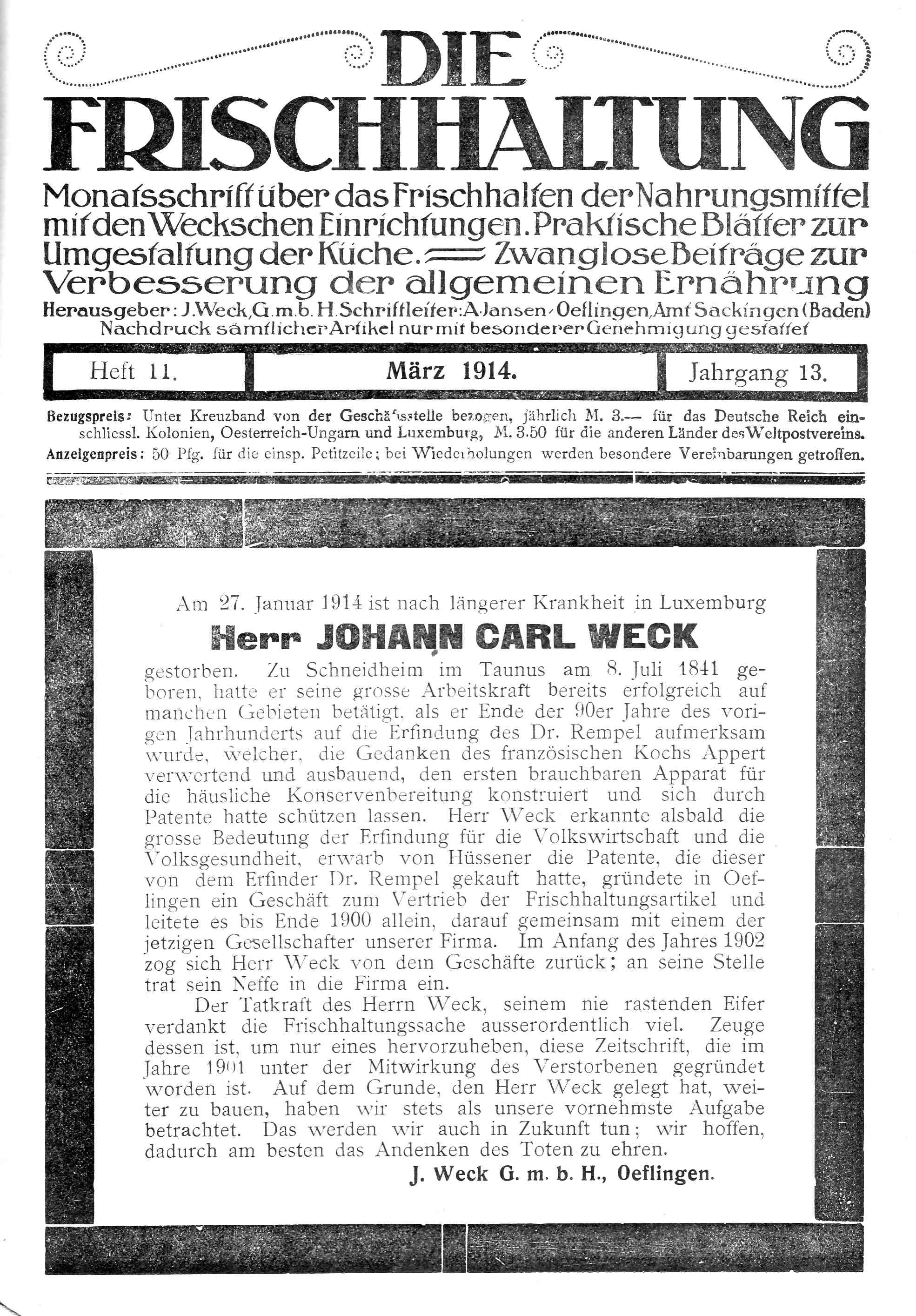
Bekendmaking van het overlijden van J.C.Weck in het maandblad Die Frischehaltung (maart 1914).

Johann Carl Weck (Schneidhain (Taunus), 8 juli 1841 – Kanton Saverne, 27 januari 1914) was een Duitse ondernemer. 
In 1895 kocht hij het patent op voor de productie van speciale, door middel van een rubberen ring afsluitbare glazen potten waarin voedsel lange tijd kon worden bewaard. De betreffende techniek, het wecken, is naar hem vernoemd, evenals de potten die bekend zijn geworden als weckpotten. Weck is echter zelf niet degene die deze conserveertechniek of de betreffende conserveerpotten heeft uitgevonden. De potten zijn in de jaren 1880 ontwikkeld door de Duitse chemicus Rudolf Rempel, terwijl de Franse bakker Nicolas Appert een eeuw eerder deze speciale conserveertechniek al ontdekt had. Weck was zelf vegetariër en hij was met name geïnteresseerd in Rempels techniek omdat deze de mogelijkheid bood om fruit lang te conserveren zonder dat daarvoor alcohol nodig was. Na Rempels dood in 1893 kocht eerst Albert Hüssener en twee jaar later Weck het patent op diens methode over.
Aangezien Johann Weck in zijn eentje niet veel winst maakte, besloot hij samen te gaan werken met zijn vertegenwoordiger in Emmerik, Georg van Eyck. De twee mannen vestigden zich in Öflingen, een plaatsje in het zuidwesten van Baden-Württemberg (later opgegaan in Wehr). Aldaar richtten zij op 1 januari 1900 de firma Firma J. Weck & Co op, die later is hernoemd tot J. Weck GmbH u. Co. KG. Reeds een jaar later trad Weck zelf uit het bedrijf. 
In de daaropvolgende jaren slaagde J. Weck erin de conserveertechniek met veel succes te verspreiden, iets wat vooral aan Van Eyck was te danken. De techniek is niettemin altijd Wecks naam blijven dragen. De firma J. Weck moest in 2023, na 123 jaar, faillissement aanvragen. Doordat het maken van glas veel energie kost, deden de hoge energieprijzen hem de das om.
- Gemeinsame Normdatei: 1012386864
- Virtual International Authority File: 171403697